# 非法營運車輛
非法營運車輛，俗称“黑车”，指未經道路客运管理部门办理任何相关手续、没有领取营运牌证而以有偿服务实施非法经营的任何车辆。客車的類型從摩托車、三輪車、小客車、甚至大型遊覽車、救护车等。而營運範圍則從市區接送到國道客運皆有，只要不是依照當地相關交通法規而非法營運者，皆可稱之。
非法營運車輛可分成非法載客行為、無照營運、伪照营运三種情况。非法載客行為意指車輛以違規行為營業，例如經營未經許可的路線；無照營運与伪照营运的車輛由於無政府規範及定期審核監督，服務品質無法保证、無法办理保險以及不需要定期安全檢查等，導致许多安全隐患。非法營運車輛擁有許多合法營運客車所沒有的特性，例如：超載、發車時間浮動（等客車滿載再出發）、無售票亭、可殺價、無固定站牌位置（或直接利用其他公司合法路線之站牌）等。而伪照营运车辆还存在使用假车牌、调换交通智能卡、乘客人身伤害、开假發票、驾驶报废车等刑事违法问题。

## 存在成因
由于不用缴税，相較合法营运车辆，非法营运车辆的经营成本更低，吸引了部分贪图便宜的乘客，由于逃避繳交各种税费，有利可图，非法营运车辆者在高额利润和低违法成本的博弈中铤而走险，而且非法营运车辆获利途径较为简单，经营中所承担的风险系数较小，从而导致各国的非法营运现象屡禁不止。
非法营运车辆存在的另一大原因是填补了合法营运车辆的盲区，受出租车和常规客运路线、时间、班次等限制，使得非法营运车辆得供给与乘客出行的需求之间产生了对接，不完善的公交和客运班线也是导致非法营运车辆存在的重要原因之一。此外，经营非法营运车辆的车主很多都是无法在社会中找到合适工作岗位的弱势群体，非法交通营运是他们赖以谋生的一种手段。

## 非法运营车辆的发展
描述合法运营和非法运营的词汇也多种多样，英语国家将其称之为「Hacks」或「Hackers」，这一词汇最早可以追溯到马车时代。 目前，在世界的很多国家和地区都存在着非法營運的車輛，包括经济最为发达的美国与西欧地区。在大中华地区非法运营车辆也非常普遍，中国大陆、香港、台湾对非法运营车辆都有着各自形象的叫法。

### 美国
在美國，非法載客的計程車稱作「五分钱」（Jitney）、「吉普赛人出租车」（gypsy cab、gypsy taxi）。吉普赛人出租车通常指在城镇间穿梭寻找客源，如果有人站在路边，司机可能会上前询问其是否需要出租车，这种非法运营车辆与吉普赛人四处游荡的特点较为相似而得名。在美国的一些城市，比如纽约布鲁克林区和布朗克斯，很难打到招手即停的黄色合法出租车，所以这些地区的人乘坐出租车只能选择打电话给正规出租车公司调度或者乘坐「吉普赛人出租车」。乘坐吉普赛出租车时，乘客和驾驶员会在开车前事先谈好价格。

### 欧洲
英国伦敦的出租车服务享誉世界，合法运营的“黑色出租车”（black cabs、Hackney Carriages）被评为世界最受游客欢迎的出租车，此外还有僅供电话租赁、不允许招手即停的租赁出租车（Minicabs）。伦敦也存在不少非法运营的车辆，称之为灰色出租车（gray cabs），还有部分伪照营运的出租车。伦敦的非法运营出租车会时常出现在伦敦西区剧院谢幕、夜总会下班等合法出租车很少出没的时间段或地方。2009年，伦敦警察查处了400余辆的非法运营出租车，其中三分之二为不适合行驶的报废车。除了道路安全隐患外，乘坐非法运营出租车还时常发生强奸甚至鸡奸等司机性侵害乘客事件。英国政府在打击非法运营车辆的同时，也呼吁民众提高自我保护意识不乘坐非法运营车辆，可通过电话订车、Cabwise发短信订车、识别前后挡风玻璃上没有官方颁发的黄色标识的是非法出租车、拒绝乘坐招手停下的租赁出租车等方式来提高防范意识。在挪威，非法营运的出租车称之为「海盗出租车」或「盗版出租车」（pirattaxi）。

### 中国大陸
中国大陸将非法營運車輛称之為黑車，有时也称野鸡车（词源见“台湾”一节，该说法亦多见于广东一带），隨著車種的不同，通常會在交通工具前加上「黑」以說明其非法性質，比如黑摩的、黑三轮、黑大巴、黑的士、克隆出租车、克隆救护车等，也不乏黑车司机利用公共交通业者并无执法权的漏洞身着公交制服揽客的现象。在中国大陸不同城市裏，黑车均有数千辆甚至上万辆不等，黑车非法经营已是一种普遍的现象。 虽然中华人民共和国政府采取过多种治理黑车的措施但都见效甚微，有的地区呈现越来越多的现象。
据调查，黑车主绝大多数是下岗工人、早退职工、失田农民、刑满释放者、无业游民乃至刚从学校毕业、无法找到合适工作的青年，普遍存在谋生乏术等问题。
另外，在2016年7月底前，网约车也曾一度认定为非法营运车辆。2016年7月28日中华人民共和国交通运输部联合公安部等七部门公布《关于深化改革推进出租汽车行业健康发展的指导意见》和《网络预约出租汽车经营服务管理暂行办法》，明确私家车在符合条件的情况下，可转化为网约车运营，但需要将车辆登记为“预约出租客运”。这也意味着中国大陆包括“专车”在内的网约车服务取得了合法地位。然而据交通运输部运输服务司披露的数据，截至2018年8月，中国大陆约有3210万辆网约车，但持有网约车驾驶员资格和网约车运营证的数量仅有34万人和17万台，这也意味着99%以上的网约车仍为非法營運車輛。

#### 香港特别行政区
香港社會對非法載客營利的車輛叫做白牌車。這源於在1980年代中以前，香港的正規的士車牌為黑底白字，非商用車輛如私家車則為白底黑字，所以以私家車而非法充作的士用途便稱為「白牌車」。惟之後已統一為前白後黃反光的英国的BS AU145a标准規格，故此現時已不能從車牌顏色分辨有關車輛是否合法營運。
白牌車的全盛時期約為1950至60年代，因當時公共交通並未普及，且白牌車因不用繳收商業牌照費用，費用較廉宜。及至六七暴動期間，不少白牌車接受轉作公共小巴。直至1970至80年代，新界郊區仍有白牌車行走。白牌車多為專業經營，亦有指白牌車是私人司機於空檔時間賺取外快者。時至今日，仍有非法白牌車的營業行為。

### 臺灣
臺灣將非法營運車輛称之为野雞車，此詞源自閩南語「野雞仔車（台羅：iá-ke-á-tshia）」。其詞語來源已不可考據，但有一說認為因野雞車上下車的時間地點不固定，隨性的特色有如山中的野雞自由隨意，故以此名。非法營運公路客運的大客車又稱野雞巴士。臺灣野雞車的相關記載目前最早可在1952年一篇對南投的新闻報導中，當時是使用「機器三輪車」作為載客工具，他們時常停靠在火車站等交通集散處招引顧客，消化鐵路運載量無法負擔的乘客
1978年，臺灣首條南北縱貫的中山高速公路完工，南來北往更加方便，運輸需求也急增直上。當時臺灣只有臺灣省公路局（現今的交通部公路總局，之後客運業務移轉成為臺灣汽車客運公司，現今的國光客運）可在臺灣高速公路行駛客運班車，能透過高速公路承接各大城市之間的載客業務；然而客運需求量實在太大，臺汽難以消化大量的載客量，於是民間除了原有的無照計程車開上國道外，也開始出現假以遊覽車「包團」名義，實質為野雞車的非法大型客車。當時許多人看好高速公路帶來的前景，歌星崔苔菁於1979年也投資改裝大型遊覽車，成為臺灣第一位經營「高級野雞車」業務的藝人。
1980年代末，中華民國政府為了解決臺灣私營遊覽車非法營運高速公路的問題，遂在開放中華民國國道路權的同時，輔導非法業者聯合成立合法化公司，即台灣首家民營國道客運業者統聯客運。之後陸續有多家新成立的國道客運業者及原有各地方客運業者開始經營國道路線，非法野雞巴士已較過去大幅減少。要識別看該客運車是否為野雞車可看其車牌底色是紅色或綠色，若綠底白字車牌則幾乎為合法客運車，若紅底白字牌且未張貼**客運租用的車輛則是野雞巴士（紅底白字牌係發給遊覽車使用）。
另外在機場及一些觀光勝地，有些小客車會非法經營收費載客，這些小客車懸掛的是一般自用小型車的白底黑字車牌，被稱為「白牌車」。除了小客車以及遊覽車外，臺灣還存在野雞救護車、野雞船等許多特殊類型的非法營業交通工具。

### 马来西亚
在马来西亚，将非法提供载客服务的车辆称作“霸王车”，这些车辆普遍存在乱收费和司机素质低等问题，降低了马来西亚旅游业的品質，所以一直也是政府整治的重点。

## 扩展阅读
- 如何识别野鸡车 三大特征请看清 （页面存档备份，存于）
- 深圳野雞車橫行 半路洗劫乘客 （页面存档备份，存于）
- . 2005-06-27  [2009-11-07]. （原始内容 (doc)存档于2016-03-04）.
- 交通安全入口網：遊覽車租用及乘坐大客車安全常識 （页面存档备份，存于）
- 中華民國遊覽車客運商業同業公會全國聯合會 （页面存档备份，存于）
- 〈獨家〉野雞車阿里山亂竄 直擊違法載客 （页面存档备份，存于）
- 野雞客運國道橫行 旅客請當心[永久]
- 搖咧搖咧~性愛野雞巴(野雞車BUS) （页面存档备份，存于）